# コクーンシティ
コクーンシティ（COCOON CITY）は、埼玉県さいたま市大宮区吉敷町四丁目にあるショッピングモール。コクーン1、コクーン2、コクーン3およびパークサイドビルの4棟で構成され、さいたま新都心13・14・16街区に位置する。片倉工業大宮製作所跡地における再開発計画で、同社が施設の管理等を行っている。

## 概要

コクーン3のロゴ

コクーン（COCOON）の名称は英語で「繭（まゆ）」を意味し、片倉工業が製糸業として創業したことにちなむ。

コクーン1のロゴ

コクーン1 （14街区・16街区）
「コクーン新都心」として2004年に開業したエリア。2015年にコクーン2が開業したことに伴い、現名称に改称。紀伊國屋書店、ライフ&グルメアリーナ、フードバザー、シネマコンプレックスのMOVIXさいたまをキーテナントに、100の専門店とレストランが入居する。さいたま新都心駅の旧中山道寄りの西館、東口駅前通り側の北館、駐車場棟側の東館で構成されるハイブリッドモール構造となっている。東館と西館は一体化されており、北館は2階デッキ部分で東館と西館へつながり、駐車場棟は西館と連絡橋で結ばれている。営業面積は約23000平方メートル。

コクーン2のロゴ

コクーン2 （13街区）
2015年4月に開業したエリア。新店舗の「イトーヨーカドー大宮店」をキーテナントに、164の専門店とレストランが入居する。営業面積は約35000平方メートル。屋外のコクーン3側にイベントなどを行う「コクーンひろば」が、3Fにフードコートの「コクーンキッチン」と1Fにレストラン街「コクーンダイニング」がある。コクーン1とコクーン2は歩行者デッキ「コクーンブリッジ」で連絡しており、駅から地上へ降りることなくコクーン2へ入館できる。
コクーン3 （13街区）
1983年に開業した「大宮カタクラパーク」から引き継がれた商業施設を改装し、2015年7月に開業したエリア。大型家電量販店の「ヨドバシカメラマルチメディアさいたま新都心駅前店」をキーテナントに、スポーツ用品店の石井スポーツ・アートスポーツ、インテリア・生活雑貨を販売するニトリデコホーム、100円ショップのダイソー、植物とペット専門店のMULBERRY GARDENと3つのレストラン、本格自転車専門店のCOGGEYが入居する。営業面積は約18000平方メートル。
パークサイドビル （13街区）
「大宮カタクラパーク」から引き継がれた唯一のロードサイド店舗で、7の専門店とレストランが入居する。現在の施設は、さいたま新都心の区画整理により1999年に再建された2代目。
コクーン1の立体P1、コクーン2の屋上P2、立体P3、平面P4の駐車場に合計約3000台を収容する。駐輪場はコクーンシティ全体で約3000台分を備えている。

## 開業までの経緯
1989年12月に「さいたま新都心土地区画整理事業」の都市計画決定が告示された。1991年4月には事業計画決定が告示され、同年から西ブロックで都市基盤整備公団（現：都市再生機構）や埼玉県による土地区画整理事業が開始された。
東側は「民間による文化・業務・商業地域」と指定された事業地約20ヘクタールのおよそ15ヘクタールを片倉工業が大宮製作所として所有しており、東ブロック北側13街区は1983年にイトーヨーカ堂大宮店と、専門店・飲食店・ホームセンター、ゴルフ練習場、同17街区の住宅展示場、ファミリーランド（小規模な遊園地とゲームセンター）を合わせた複合施設「大宮カタクラパーク」として営業していたが、1990年に大宮製作所の事業を加須市の新工場へ移転することを決定し、1992年に大宮製作所は完全閉鎖されて跡地を土地区画整理事業のため、都市基盤整備公団へ賃貸する。東側指定事業地はマルキュー本社と工場、三菱マテリアル総合研究所の一部がそれぞれ含まれており、マルキューは現在のさいたま新都心駅東口周辺の京浜東北線沿いにあった工場と本社を桶川市に移転し、跡地にはさいたま新都心初の民間のテナントビル「マルキュービル」が竣工した（2000年1月）。
さいたま新都心の土地区画整理事業が開始された1991年頃から「片倉工業が新しい商業施設を開業する（具体的には旧イトーヨーカ堂〈現：コクーン3〉を閉鎖し、ロビンソン百貨店に変更する）」などと喧伝されたが、景気低迷に加えて民間企業や一般人の新都心流入量が不透明で、商業施設建設の計画策定開始は2000年夏まで遅れた。2000年に三井物産、富士銀行、大成建設、東京建物の各社による片倉工業へのバックアップとパルコのプロパティマネジメント事業によるコンサルティングでショッピングセンター開発計画を策定し、2001年5月に現在のコクーン1にあたる社有地活用第一期開発計画を発表した。これは賃貸した都市基盤整備公団から2003年春に返還される大宮製作所跡地に敷地面積2ヘクタールの2階建てショッピングモールと1200台収容の立体駐車場を建設し、スーパーマーケットやレストラン、ファッションブティックなど100以上の店舗とシネマコンプレックスなどを誘致し、2004年春に開業する計画になっていた。
2002年6月に埼玉県へ仮称「さいたま新都心カタクラショッピングモール」として大規模小売店舗立地法に基づき届け出た。土地区画整理事業の工事ヤードだった大宮製作所跡地が更地化されて2003年3月に片倉工業へ返還され、受領後直ちに着工する予定だったが、周辺住民による駐車場棟の規模縮小要求から5階建て1200台から3階建て1000台に変更し、商業棟の設計変更も兼ねて延期された。
2003年3月から4月にさいたま市が大宮区吉敷町に隣接する天沼町の住宅地にある複数の井戸を調査すると、環境基準値である1リットル辺り0.01ミリリットルの1.4倍から20倍に相当するテトラクロロエチレンが井戸水から検出され、さいたま市は井戸近くに過去工場を設置していた片倉工業へ調査を要請した。1970年までセーター工場が稼働していた現在住宅展示場である17街区をボーリング調査した結果、5カ所全てで検出され1カ所で基準値の1800倍量が検出された。セーター洗浄時のドライクリーニング剤の地下浸透が原因であり、地下水汚染の拡大防止壁設置など浄化工事により片倉工業は2003年12月期決算に6億5千万円の特別損失を計上した。
計画から半年遅れの2003年9月18日に起工し、総合元請けを三井物産、施工を大成建設と鉄建建設共同企業体、設計を大成建設がそれぞれ担当し、2004年9月17日に「コクーン新都心」が開業した。

## 沿革
- 江戸時代、一帯は野原で下原刑場と呼ばれる処刑場で、罪人を高沼用水の河原で斬っていた。
- 明治維新後、明治天皇の大宮行幸の際に、地元有志が刑場の廃止を上奏して聞き入れられる。
- 1901年（明治34年） - 片倉工業が東京市千駄ヶ谷から大宮町仲町に製糸場を移転する。
- 1905年（明治38年） - 角倉牧場（愛光舎）が一帯を購入する。
- 1907年（明治40年） - 大里郡熊谷町に工場進出する。
- 1918年（大正5年） - 片倉組が278000平方メートルを購入して大宮製糸場を仲町から再移転し、以後拠点となる。敷地内の樹木の美しさが評判で皇族や海外客が視察に訪れる。
- 1945年（昭和20年） - 一時接収されGHQ埼玉軍政部が設置される。
- 1967年（昭和42年）6月 - ゴルフ練習場「カタクラゴルフセンター」が開業。
- 1976年（昭和51年）3月14日 - 大型園芸店「カタクラ園芸センター」が開業[注 11]。
- 1978年（昭和53年） - 住宅展示場「埼玉県大宮住宅展示場」が開業[注 12]。
- 1983年（昭和58年） 4月8日 - 工場の敷地を大幅縮小し「大宮カタクラパーク」を[6]、ほかにイトーヨーカドー大宮店の旧店舗と初代のパークサイドビルを開業する。カタクラゴルフセンター、埼玉県大宮住宅展示場、ファミリーランド、カタクラ園芸センターを改装したニューライフカタクラ大宮店を編入する。
- 1990年（平成2年） - 国による新都心整備を受け、大宮製作所の事業を加須市の新工場へ移転を決定する。
- 1991年（平成3年） - 「加須カタクラパーク」が開業。
- 1992年（平成4年） - 大宮製作所が完全閉鎖。ファミリーランド営業終了。
- 1999年（平成11年）1月23日 - さいたま新都心の区画整理により、新しいパークサイドビルが開業。
- 2000年（平成12年） - さいたま新都心が街開きされてカタクラパークが新都心の一部となる。熊谷工場跡に「熊谷片倉フィラチャー」が開業。
- 2002年（平成14年）6月 - （仮称）「さいたま新都心カタクラショッピングモール」として、埼玉県へ大規模小売店舗立地法に基づく新設の届け出を行う。
- 2004年（平成16年）
  - 4月 - 名称を「コクーン新都心」とし、同月よりクレディセゾンと提携したCOCOONカードの募集と発行を開始。
  - 7月 - 入居テナント・オープン日を正式発表する。
  - 9月 - 竣工。上戸彩出演のテレビスポットCMや各種広告媒体展開を開始[注 13]。
  - 9月16日 - 17時にプレオープン。
  - 9月17日 - グランドオープンし、オープニングイベントが9月中に多数催される。
- 2008年（平成20年）春 - 水森亜土のオリジナルイラストをキャンペーンキャラクターとして使用開始[注 14]。
- 2010年（平成22年）秋 - コンドウアキのキャラクターデザインによる直立歩行する5匹の犬、Mr.クーン、デイリーちゃん、エン太くん、オオモリさん、ミス・シャレオ、をイメージキャラクター「コクーン5」として使用開始[注 15]。
- 2011年（平成23年）
  - 3月11日 - 東日本大震災発生により給水施設の損傷とMOVIXさいたまの一部シアターの天井が崩落し、直後に全館臨時休業となる。
  - 3月23日 - MOVIXさいたま以外の全館で営業再開[注 16]。
  - 3月25日 - MOVIXさいたまが営業再開する。
- 2012年（平成24年） - 立体駐車場を併設し、新ショッピングセンター（SC）の建設計画を発表する。カタクラゴルフセンターが2012年12月16日に閉鎖。
- 2013年（平成25年） - 新SCを着工する。ニューライフカタクラ大宮店が2014年12月14日、イトーヨーカドー大宮店旧店舗が2015年3月1日までに閉鎖。
- 2014年（平成26年）
  - 1月14日 - 新SCの立体駐車場が先行して竣工。暫定的にイトーヨーカドー大宮店（旧店舗）の駐車場として使用する。
  - 8月 - 新SCを「コクーン2」、既存のコクーン新都心を「コクーン1」、イトーヨーカドー大宮店をコクーン2に移転した上で跡地を改装し「コクーン3」、施設全体は「大宮カタクラパーク」と統合して「コクーンシティ」とする。
- 2015年（平成27年）
  - 1月 - コクーン2の入居テナント・オープン日を正式発表する。
  - 3月 - COCOONカードセゾンの名称を、コクーンシティカードに名称変更して募集・発行開始。
  - 4月22日 - コクーン新都心をリニューアルして第1期オープン、コクーン2をプレオープン。広瀬すず出演のテレビスポットCMや各種広告媒体展開を開始[注 17]。
  - 4月24日 - コクーン2をグランドオープン。コクーン新都心は「コクーン1」、大宮カタクラパークと統合した全体を「コクーンシティ」とした。駐車場を1000台から3000台に増強した。
  - 5月25日 - コクーン3の入居テナントと当初予定の「2015年秋」オープンを繰上げると正式発表する。
  - 7月17日 - コクーン3をグランドオープン。「ヨドバシカメラマルチメディアさいたま新都心駅前店」がキーテナントとなる。
  - 9月 - コクーン1がリニューアル第2期オープン。コクーン3は新店舗を加えコクーンシティ全体で274店舗になる[3]。
  - 12月2日 - イメージキャラクターの広瀬すずが出演するクリスマスバージョンのコクーンシティ新CMを放送開始する。
- 2016年（平成28年）
  - 4月21日 - 平祐奈出演のテレビスポットCMと各種広告媒体展開を開始[7]。
  - 4月22日 - コクーン1をリニューアル第3期オープン。
  - 4月22日～5月8日 - コクーンシティ1周年誕生祭を開催[8]。
- 2017年（平成29年）
  - 4月20日 - 平祐奈を継続起用し新たなCM開始。
  - 4月21日～5月7日 - コクーンシティ2周年誕生祭を開催。
  - 9月19日 - コクーンアスレチックスがグランドオープン。
- 2018年
  - 4月1日 - コクーン保育園がオープン。
  - 4月19日 - 堀田真由を起用したCMを開始。CMソングは『Love cocoon city』。
  - 4月20日～5月6日 - コクーンシティ3周年誕生祭を開催。

## イメージキャラクター
- 初代 - 広瀬すず（2015年4月 - 2016年3月）[9]
コクーンシティ市長役。
- 2代目 - 平祐奈（2016年4月 - 2018年3月）[10]
コクーンシティ市長役。
コクーン2の1Fのしゃぶしゃぶ店「但馬屋」のレジ横には、2016年3月に平祐奈が来店・飲食した際に書かれたサイン色紙が飾られている。
- 3代目 - 堀田真由（2018年4月 - 2019年3月）[11]
コクーンシティに来たお客さん役。
堀田以降「コクーンシティ市長」の肩書きは使われていない。
- 4代目 - 谷まりあ（2019年4月 - ）[12]

谷まりあ以降、通年でのイメージキャラクターは起用されていない。

## 各エリアの外観

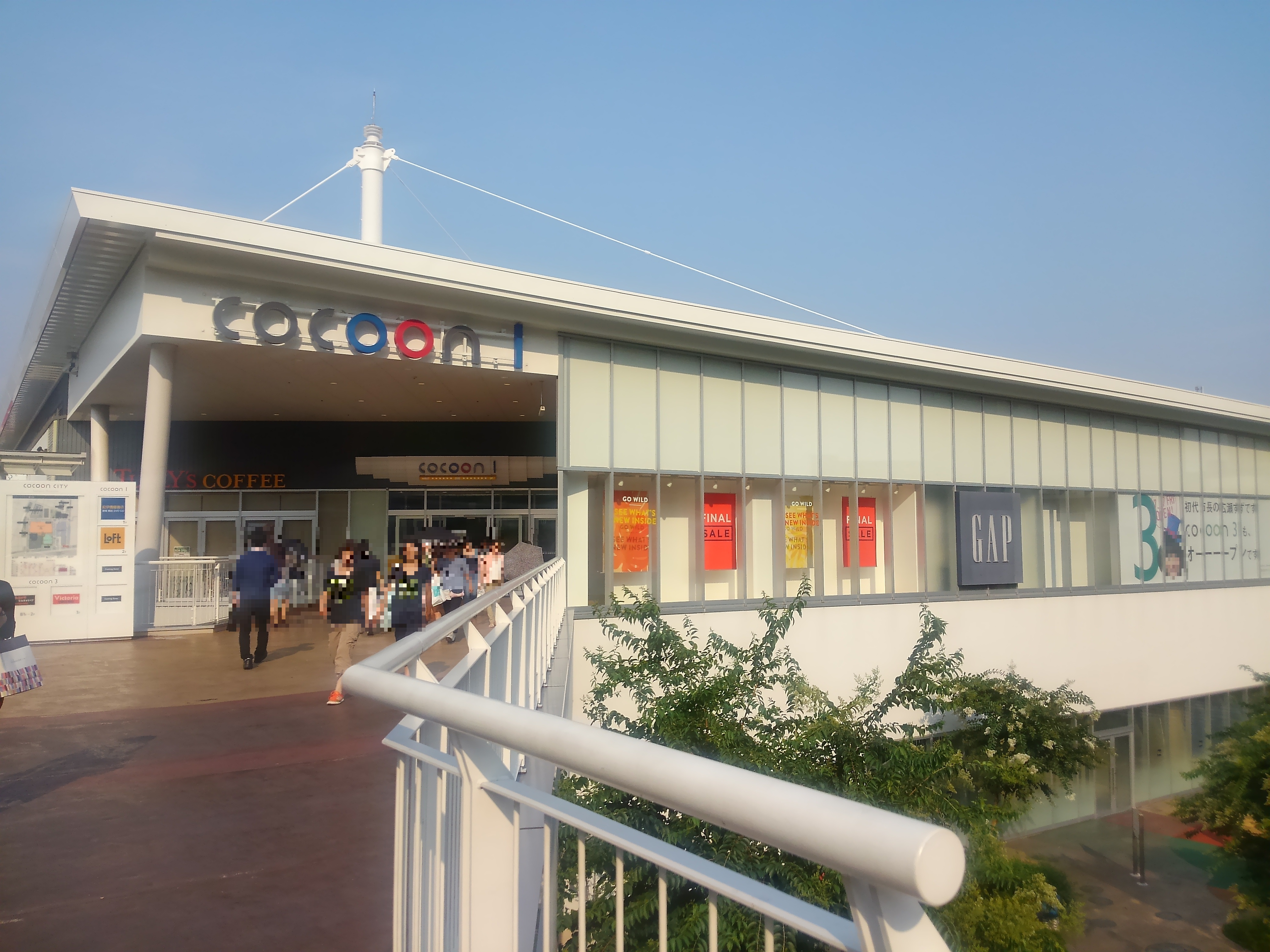
コクーン1（駅側入口から撮影）
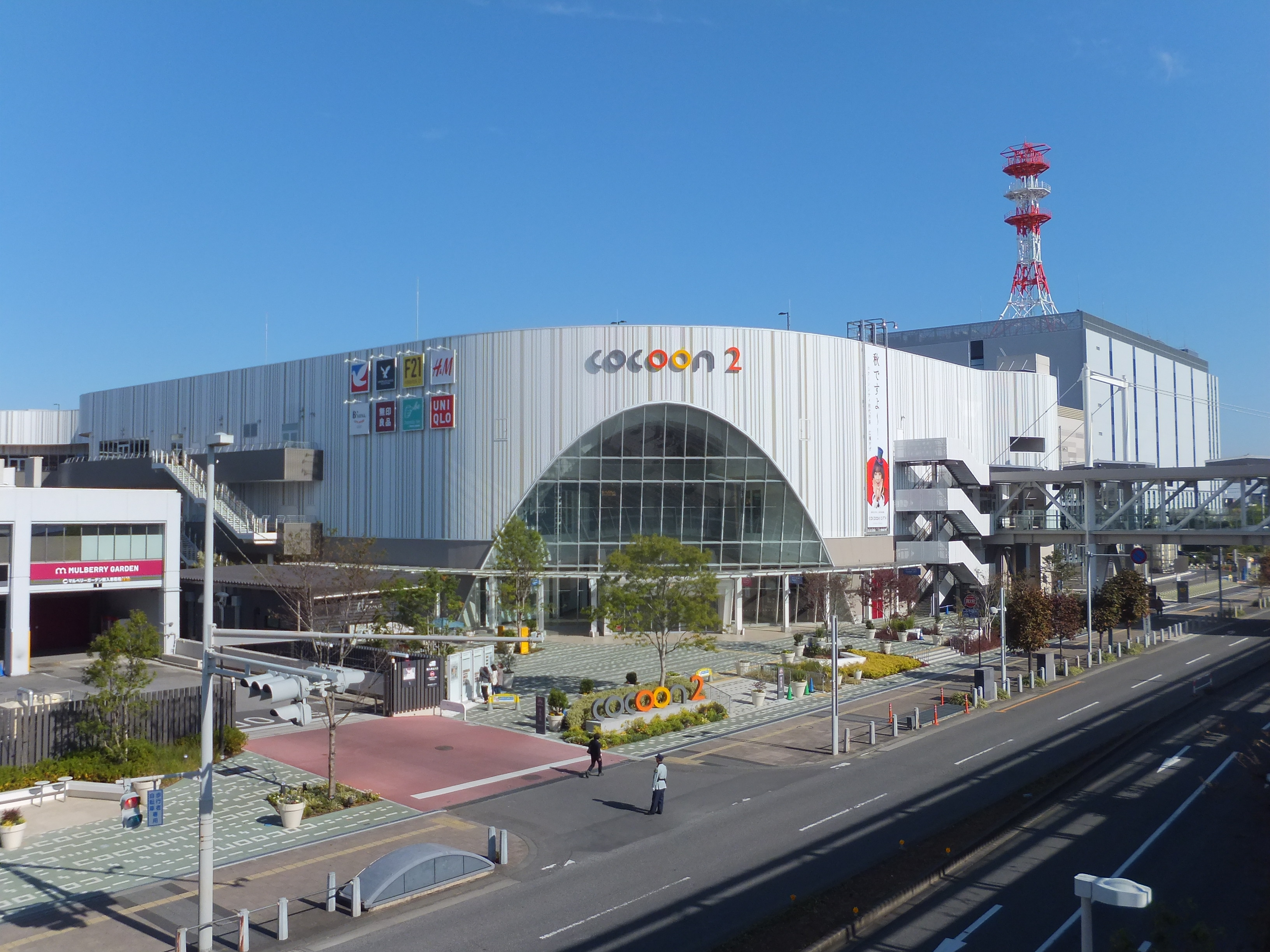
コクーン2（おもてなしプラザ入口から撮影）
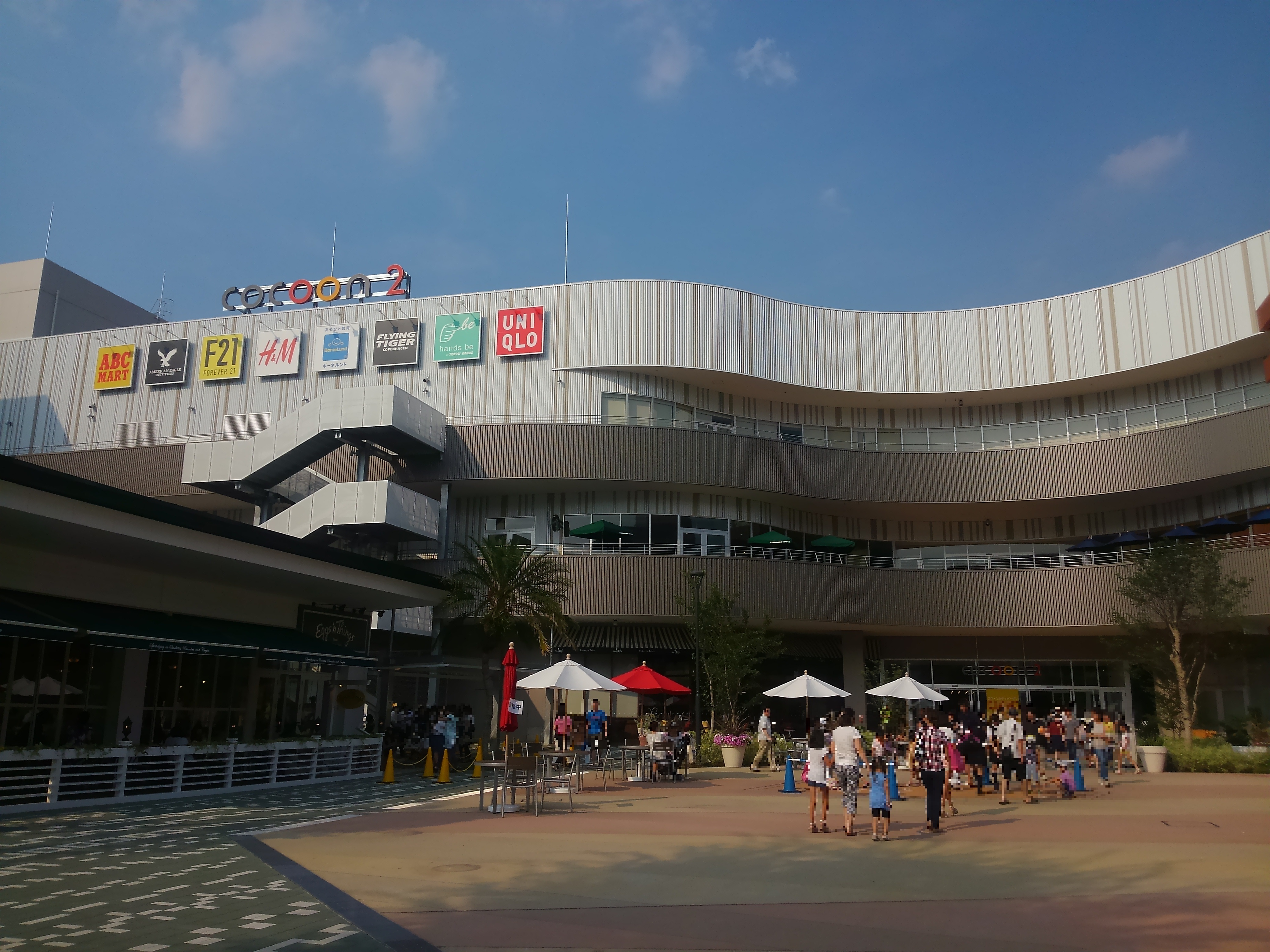
コクーン2（コクーンひろば南入口から撮影）
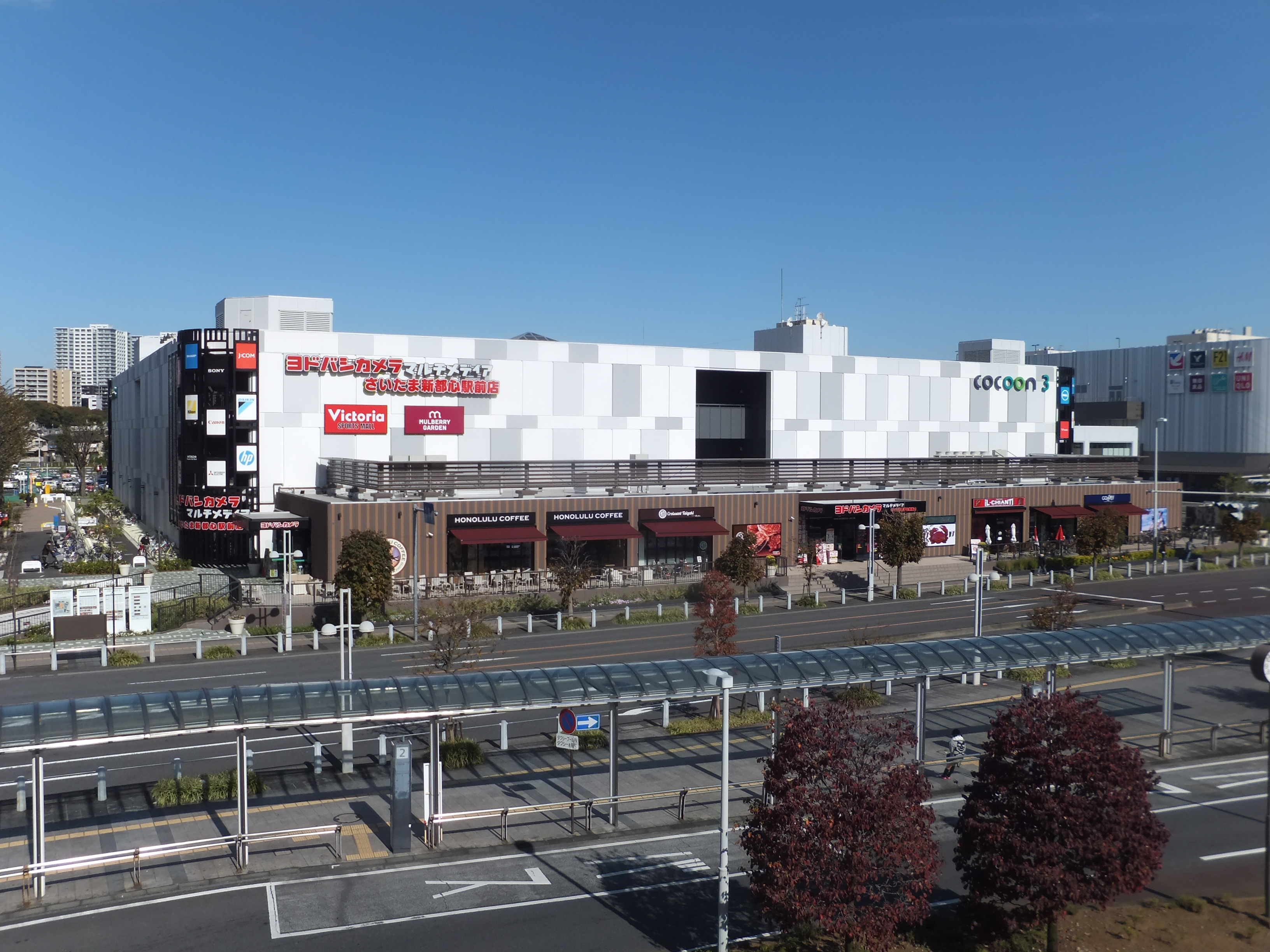
コクーン3（ヨドバシカメラマルチメディアさいたま新都心駅前店、旧：イトーヨーカドー大宮店）

## 今後の計画
片倉工業大宮製作所跡地における再開発計画は元々、20年間で4段階からなる計画として構想された（現在では後述のとおり、第3段階でエリア全体を開発する方針に変更されている）。さいたま新都心における14街区および16街区の再開発により2004年に開業した「コクーン新都心」（現：コクーン1）が第1段階、同13街区の再開発により2015年に開業したコクーン2および3が第2段階の計画にそれぞれ該当する。なお、当初の施設全体の床面積は794,000㎡で、そのうち業務が656,000㎡、商業が138,000㎡となっている。
今後の第3段階（第3期開発）の開発方針については、2017年に策定された片倉工業の中期経営計画「カタクラ2021」の中で、同17街区のコクーンシティ住宅展示場が所在する区画（13街区から歩行者デッキを延伸予定）やコクーンシティ全体を対象に、商業のみならず「働く・楽しむ・暮らす」などの多機能をコンセプトにした開発計画を策定し、2021年度末までに公表する方針を示していた。しかし、新規事業から撤退するなど同社の構造改革やコロナ禍の影響などにより想定とは大きく異なる状況となり、2020年6月に前述の中期経営計画が取り下げられているため、開発計画の策定と公表時期についても未定となっている。2023年12月期決算説明会の資料によると、周辺のオフィス・マンション開発や2031年度に予定されている後述のさいたま市役所移転計画など街の発展に合わせて開発を計画するとしている。
一方、現在平面駐車場として利用されている敷地の北西側（コクーン2・3エリアの一部）については、将来のさいたま市役所本庁舎の移転候補地（さいたま新都心駅から半径800メートル以内で選定された3ヶ所の候補地の一つ）とされていた。その後、2021年2月に市長の清水勇人は「2031年を目処にさいたま新都心バスターミナル用地（当地南側の近接エリアとなる市有地）への移転を目指す」ことを表明したため、コクーン2・3エリアへの移転案は消滅した。

## アクセス
- 東日本旅客鉄道（JR東日本）
  - 京浜東北線・宇都宮線・高崎線さいたま新都心駅 東口直結（コクーン1とデッキで接続）
  - 埼京線北与野駅 徒歩約8分（北与野デッキ・けやきひろば経由）